# Henk Bergamin

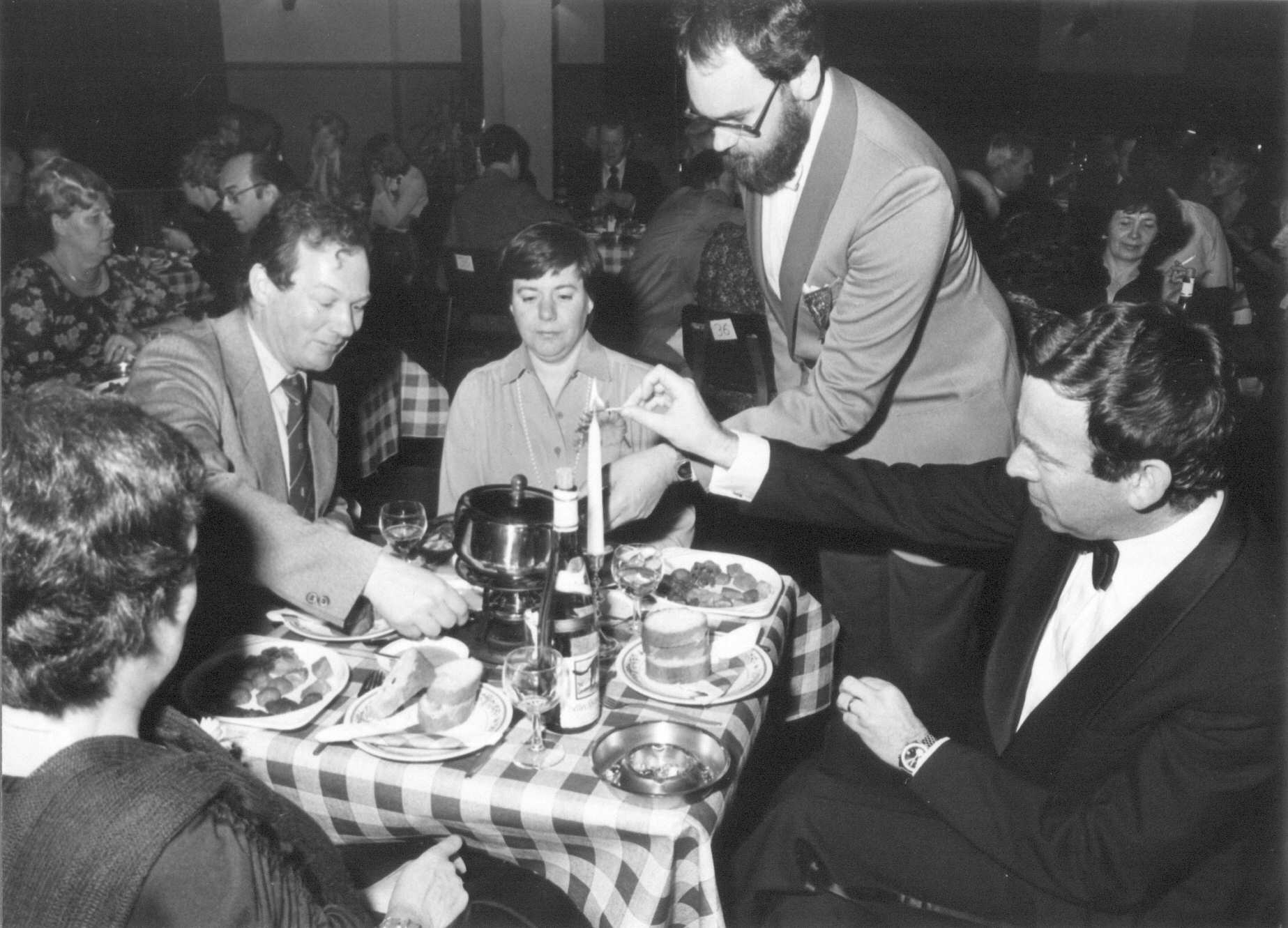
Bergamin (links) met Ad Lansink (rechts) en hun echtgenotes tijdens een avond van de Nijmeegse carnavalsvereniging 't Geberste Kruukske in maart 1979

Henricus Wilhelmus Maria (Henk) Bergamin (Amsterdam, 1 maart 1936 – Nijmegen, 22 augustus 2019) was een Nederlands politicus van de KVP en later het CDA. Bergamin was wethouder van Nijmegen, gedeputeerde van de provincie Gelderland en burgemeester van Bemmel. Ook was hij voorzitter van voetbalclub N.E.C..

## Loopbaan
Na zijn  opleiding aan de Koninklijke Militaire Academie in Breda was hij van 1959 tot 1970 officier bij de Koninklijke Landmacht. In 1968 is hij aan de Rijksuniversiteit Leiden afgestudeerd in de rechten. Bergamin was vanaf 1970 wethouder ruimtelijke ordening in Nijmegen voor hij midden 1978 gedeputeerde van de provincie Gelderland werd met onder meer volkshuisvesting en stadsvernieuwing in zijn portefeuille. Vanaf 1980 was hij voorzitter van de sectie betaald voetbal en, na een bestuurlijke crisis waarbij de profs en amateurs gescheiden werden, vanaf 1981 de voorzitter van de stichting betaald voetbal van de Nijmeegse voetbalclub N.E.C.. Daar vertrok hij in 1987 en werd opgevolgd door Henk van de Water. 
In maart 1985 werd Bergamin benoemd tot burgemeester van Bemmel wat hij zou blijven tot die gemeente op 1 januari 2001 met Gendt en Huissen fuseerde tot de gemeente Lingewaard (al was de officiële naam tot 2003 nog gemeente Bemmel). In 1989 kwam hij landelijk in opspraak toen hij de uitslag van de Europese Parlementsverkiezingen 1989 direct bekendmaakte in Bemmel en niet volgens de regelgeving tot zondag wachtte. Staatssecretaris De Graaff-Nauta stelde hem hierover vragen en het openbaar ministerie in Arnhem liet de Rijksrecherche een onderzoek instellen. Er werd van vervolging afgezien omdat er geen sprake bleek van strafbare schending van het ambtsgeheim. Begin 1988 was hij tevergeefs kandidaat voor het burgemeesterschap in Almelo.
Na zijn ambtstermijn was hij tot medio 2013 voorzitter van de plaatselijke ondernemersvereniging. Bergamin bezat tevens de Zwitserse nationaliteit. Hij werd gedecoreerd tot Officier in de Orde van Oranje-Nassau. Bergamin was gehuwd en kreeg vijf zonen. In 2019 overleed hij op 83-jarige leeftijd.